# وردزوورث دونیستورپ
وردزوورث دونیستورپ (انگلیسی: Wordsworth Donisthorpe; ۲۴ مارس ۱۸۴۷ – ۳۰ ژانویهٔ ۱۹۱۴) مخترع و از پیشگامان فیلم‌برداری و شطرنج اهل انگلستان بود.